# Веттен, Пенни
Пенни Веттен (англ. Penny Whetton; 5 января 1958 — 11 сентября 2019) — австралийский климатолог и эксперт по прогнозированию региональных изменений климата, которые являются следствием глобального потепления, и связанных с этим изменений. Ее основной научный интерес сконцентрирован на Австралии.

## Биография
Пенни (Питер) Веттен родилась (биологически мужчиной) в австралийском городе Мельбурн. Она получила степень бакалавра наук (с отличием) в Университете Мельбурна, а в 1986 году получила степень доктора философии в том же университете. В 2003 году Веттен прошла операцию по смене пола.
Веттен живет в городе Футскрей, Виктория вместе с ее партнером Джанет Райс, и двумя их сыновьями.

## Карьера
Веттен начала свою карьеру в конце 1980-х годов как исследователь в Департаменте географии Университета Монаша в городе Клейтон, Виктория.
В 1989 году Веттен присоединился к отдела атмосферных исследований CSIRO (Государственное объединение научных и прикладных исследований Австралии), где в 1999 году стал научным руководителем, а в 2009 году руководителем программы. Веттен была ведущим автором третьего и четвертого докладе Межправительственной группы экспертов по изменению климата получил Нобелевскую премию мира в 2007 году. В настоящее время она является ведущим автором еще не опубликованной пятого доклада Межправительственной группы экспертов по вопросам изменений климата.
Веттен является автором и соавтором многочисленных статей по изменению климата в ведущих научных журналах мира.